# Lamborghini Cheetah
Lamborghini Cheetah je konceptualni automobil talijanske tvrtke Lamborghini. Cheetah je bio prvi pokušaj tvrtke u kategoriji terenskih vozila. Model je od Lamborghinija naručila američka tvrtka Mobility Technology International, za potrebe američke vojske, koja je raspisala natječaj za novo terensko vozilo. Osnovni dizajn dala je američka tvrtka. Prototip automobil je proizveden u gradu San Jose, Kalifornija, a u Italiju je poslan na završnu doradu. 
U prototip je (straga) ugrađen vodootporan Chryslerov 5.9L motor snage 180 KS (134 kW) s trostupanjskim automatskim mijenjačem i pogonom na sva četiri kotača. Zbog položaja motora i male snage motora u odnosu na težinu vozila, vozilo je imalo loše vozne značajke, pa je na natječaju je na kraju pobijedila tvrtka AM General sa svojim vozilom HMMWV.
Cheetah je predstavljen 1977.g. na Ženevskom autosalonu. Lamborghini je iz ovog konceptnog vozila razvio model Lamborghini LM002, sličnog dizajna samo s Lamborghini motorom (12-cilindara).